# Allen West (Politiker)

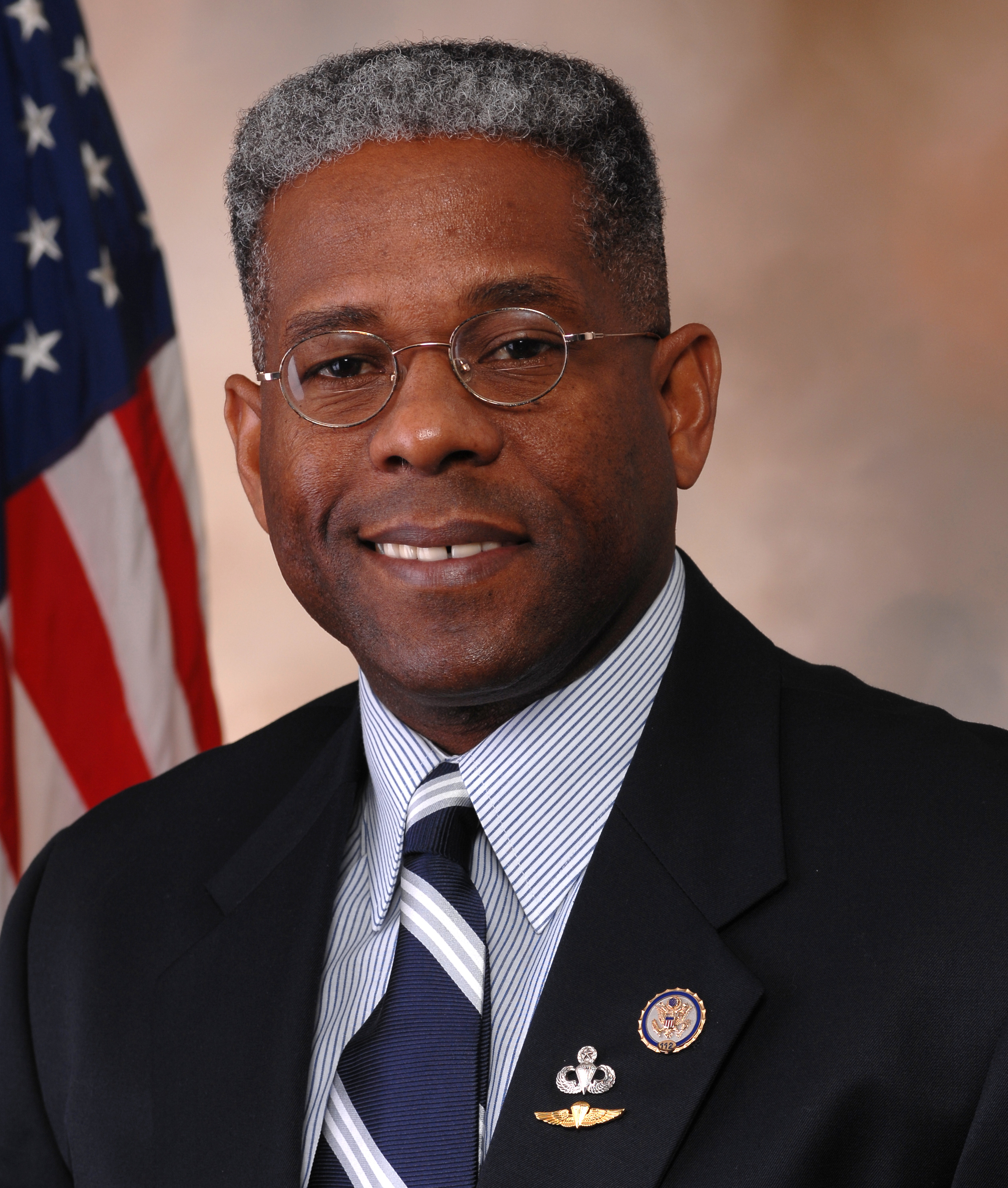
Allen West

Allen West (* 7. Februar 1961 in Atlanta, Georgia) ist ein US-amerikanischer Politiker der Republikanischen Partei. Zwischen 2011 und 2013 vertrat er den Bundesstaat Florida im US-Repräsentantenhaus.

## Werdegang

### Militärzeit
Allen West studierte an der University of Tennessee Kunst und an der Kansas State University politische Wissenschaften. Danach diente er zwischen 1983 und 2004 in der US Army, wobei er bis zum Oberstleutnant aufstieg. 1990 nahm er am Golfkrieg teil. Im Jahr 2004 war er im Irak stationiert, wo er wegen seiner Vorgehensweise gegen verdächtige Personen auffiel und deswegen angeklagt wurde. Er wurde wegen Misshandlung von Personen zu einer Geldstrafe von 5000 Dollar verurteilt. West hatte einen Gefangenen schlagen lassen und an ihm eine Scheinhinrichtung durchgeführt. Er verteidigte sich mit dem Argument, seine Soldaten schützen zu müssen, und quittierte den Militärdienst. Aus der Bevölkerung und von 95 Mitgliedern des Kongresses erhielt er moralische Unterstützung für sein Vergehen.

### Politische Karriere
Nach seiner Militärzeit unterrichtete West für ein Jahr als High-School-Lehrer in Florida. Außerdem war er in Afghanistan Militärberater der dortigen Armee. Dort war er auch für die Military Professional Resource Inc, ein Unternehmen zur Unterstützung der militärischen Logistik, tätig. Politisch schloss sich West der Republikanischen Partei an. Bei den Kongresswahlen des Jahres 2010 wurde er im 22. Wahlbezirk von Florida mit 54,3 Prozent der Stimmen in das US-Repräsentantenhaus in Washington, D.C. gewählt, wo er am 3. Januar 2011 die Nachfolge des ihm unterlegenen Demokraten Ron Klein antrat. Zwei Jahre zuvor hatte West noch gegen Klein verloren.
West war der erste republikanische afroamerikanische Kongressabgeordnete aus Florida seit 1876. Er saß im Streitkräfteausschuss und im Committee on Small Business sowie in drei Unterausschüssen. Innerhalb seiner Partei gehörte West zum Tea Party Caucus, dem Zusammenschluss der Sympathisanten der Tea-Party-Bewegung. Er war außerdem Mitglied im konservativen Republican Study Committee. Sein Name wurde zeitweise mit den Präsidentschaftswahlen im Jahr 2012 in Verbindung gebracht; im Januar 2011 erklärte West allerdings, er habe kein Interesse an einer Kandidatur. 2012 unterlag er seinem demokratischen Mitbewerber Patrick Murphy; West weigerte sich, das Ergebnis anzuerkennen, und kämpfte mit rechtlichen Schritten unter anderem für eine Neuauszählung der Stimmen. Nachdem diese vollzogen worden war und er weiterhin deutlich hinter Murphy lag, gestand West seine Niederlage am 20. November zu. Am 3. Januar 2013 trat Murphy sein Amt an.

### Engagement bei FOX News
Am 16. Mai 2013 erklärte der konservative Sender Fox News, dass Allen West für den Sender arbeiten werde. Der stellvertretende Programmdirektor von Fox News Bill Shine sagte: „Wests politische und militärische Erfahrung gepaart mit seiner furchtlosen Art, wichtige Themen anzusprechen, sind für FOX News von großem Wert.“

### Rhetorik
West ist für seine feurige und polarisierende Rhetorik bekannt, mit der er sich während seiner Amtszeit als Kongressabgeordneter innerhalb der Republikanischen Partei profilierte. Wests Rhetorik traf auf scharfe Kritik auf Seiten der amerikanischen Linken, aber beschaffte ihm große Sympathien innerhalb der amerikanischen Rechten und der Republikanischen Partei. So wurde er von Letzteren als konservativer „Fackelträger“ und als „konservative Ikone“ bezeichnet, und sowohl Sarah Palin als auch Ted Nugent schlugen ihn als Vize-Präsidentschaftskandidaten vor. Im Januar 2013 wählten die Kongressabgeordneten Paul Broun und Louie Gohmert Allen West zum Sprecher des Repräsentantenhauses, obwohl er zu diesem Zeitpunkt bereits kein Kongressabgeordneter mehr war. Seine Aussagen umfassten unter anderem die Forderung, demokratische und pro-palästinensische Demonstranten sollten aus den USA „gefälligst verschwinden“, die Bezeichnung von Menschen mit Pro-Obama-Aufklebern als „eine Gefahr für den Gen-Pool“ und die Aussage, afroamerikanische Demokraten wollten die „Schwarzen wieder auf die Plantagen schicken“.  Aufgrund solcher Aussagen urteilte das linke Magazin Mother Jones in einem kritischen Artikel über Wests Rhetorik, für West sei „jeder Satz ein Stellvertreter-Krieg innerhalb des größeren Kampfes zwischen Patrioten und ‚den Menschen in dieser Welt, denen einfach in den Arsch getreten werden muss ‘“.
Im Dezember 2016 postete er auf Facebook eine Abbildung des designierten US-Verteidigungsministers Mattis, die folgenden Spruch beinhaltete: "Fired by Obama to please the muslims. Hired by Trump to exterminate them" (Von Obama entlassen, um die Muslime zu beruhigen. Von Trump angeheuert, um sie auszurotten)

### Kontroversen
Den muslimischen Kongressabgeordneten Keith Ellison bezeichnete er als „jemanden, der wirklich eine Antithese jener Prinzipien darstellt, auf denen [die USA] aufgebaut ist“. 2012 sagte er in einem Gespräch mit einem Zuschauer bei einer Ratssitzung, dass 78 bis 81 der demokratischen Abgeordneten im US-Parlament Mitglieder der Kommunistischen Partei seien. West kündigte an, den demokratischen Wählern schwarze Wählerstimmen wegzunehmen, und verglich sich selbst mit Harriet Tubman.
Im September 2013 verließ West seine Position als Programmdirektor bei Next Generation.TV, einer Tochter des Unternehmens Pajamas Media. Ihm wurde vorgeworfen, er habe eine Mitarbeiterin sexistisch und antisemitisch beleidigt. West gab zu, dass es einen Streit gegeben habe, schwieg jedoch zu den Vorwürfen. Er habe das Unternehmen freiwillig verlassen.

### Privates Leben
Allen West ist seit 1989 verheiratet und Vater von zwei Töchtern.